# Castell de la Guàrdia de Montserrat
El castell de la Guàrdia de Montserrat, conegut antigament com a castell de Bonifaci, és un antic castell medieval del municipi del Bruc (Anoia) situat dalt un turó al sud del petit coll de Guirló i a ponent del coll de Can Maçana, als contraforts del massís de Montserrat, davant els espadats de les Agulles. Sota seu hi ha les restes de l'església de Sant Pau Vell.
Es tracta d’una de les cinc fortificacions medievals que protegien la muntanya de Montserrat, l'única de les que en queda algun rastre.

## Història
El castell de la Guàrdia tenia un terme que comprenia els actuals termes del Bruc i de Collbató. S'estenia majoritàriament pel comtat de Barcelona però les terres situades a la conca del riu Llobregat pertanyien al comtat de Manresa.
El primer esment segur del castell de la Guàrdia és del 931; tres vendes de diversos béns fetes pels senyors del terme, Guadamir, Lunes i Calabuig al comte Sunyer I. L'any 937, Guadamir i Calabuig permutaren amb el comte Sunyer el castell de la Guàrdia pel castell de Castellvi de la Marca. Posteriorment, els primers senyors coneguts són els vescomtes de Barcelona que posseïren el castell pels comtes de Barcelona fins a l'extinció del llinatge. El vescomte Reverter amb el seu fill Berenguer l'any 1136 infeudà el castell al seu nebot Guillem I de Guàrdia. Els Guàrdia heretaren els drets dels vescomtes de Barcelona en desaparèixer aquesta família. El 1157, el comte de Barcelona volgué recuperar drets i comprà a Berenguer de Guàrdia el castell de la Guàrdia amb tota la muntanya de Montserrat per 300 morabatins, un cavall i un mul. Més tard, el comte encomanà el castell de la Guàrdia a Berenguer Reverter I de Guàrdia que testà a favor del seu fill Berenguer II de Saguàrdia deixant-li els castells de la Guàrdia, Pierola, Castellnou de la Marca i Piera.
Es creu que un descendent dels Guàrdia, Guillem II de Guàrdia, amb motiu d'anar a la guerra amb el rei d'Aragó feu testament a favor de Guillem de Montserrat però més endavant i en un segon testament deixava el castell al seu nebot Guillem de Castellnou perquè el tingués pel rei. A partir del segle xiv, els senyors jurisdiccionals són diversos. Els Sabastida (1347-1353). La família Sestorres (1358), que adquirí els drets aprofitant les necessitats econòmiques de Pere el Cerimoniós. Altres famílies amb drets sobre el castell foren els Montserrat i els seus descendents els Castellolí.
A partir de la segona meitat del segle xiv, els priors montserratins començaren a adquirir els castells que envoltaven la muntanya de Montserrat i les corresponents jurisdiccions. El 1370 el rei Pere III vengué al monestir de Montserrat la jurisdicció alta i baixa, civil i criminal, del castell de la Guàrdia i de la parròquia del Bruc, que el monestir mantingué fins al segle xix.

## Arquitectura

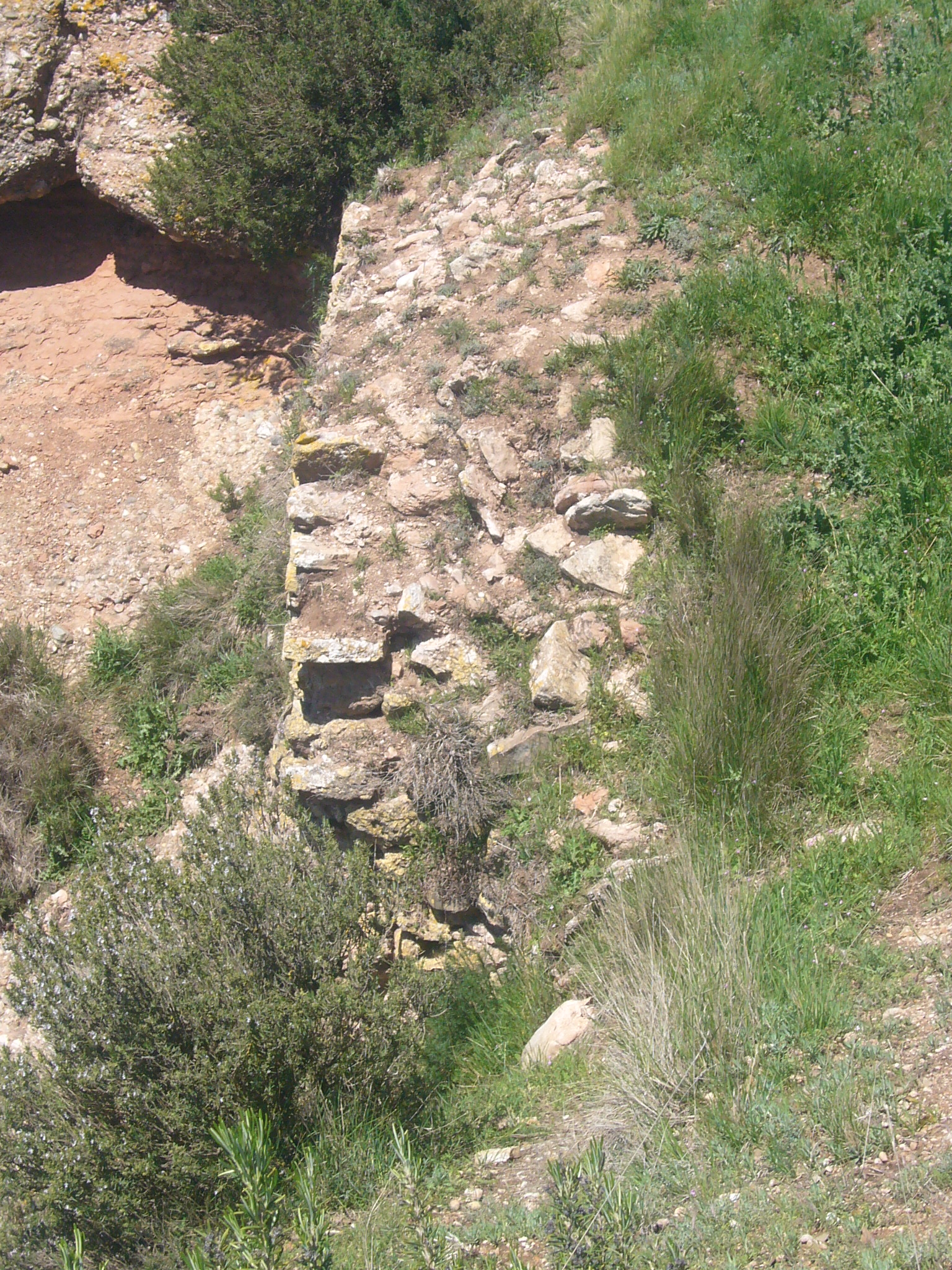
Castell de la Guardia de Montserrat

La superfície plana on s'alçava el castell té uns 18 m de longitud. A la part oriental, en una zona lleugerament més alta de 8 m de diàmetre, hi devia haver una torre de planta circular. Veiem només unes filades de mur realitzat amb pedra i amb la tècnica d'opus spicatum que es poden datar al segle x.
Del castell també en romanen vestigis al costat de les ruïnes de l’antiga parròquia de Sant Pau Vell, ran de terra, assenyalant distribucions interiors i alguns pocs murs.

### Sant Pau de la Guàrdia

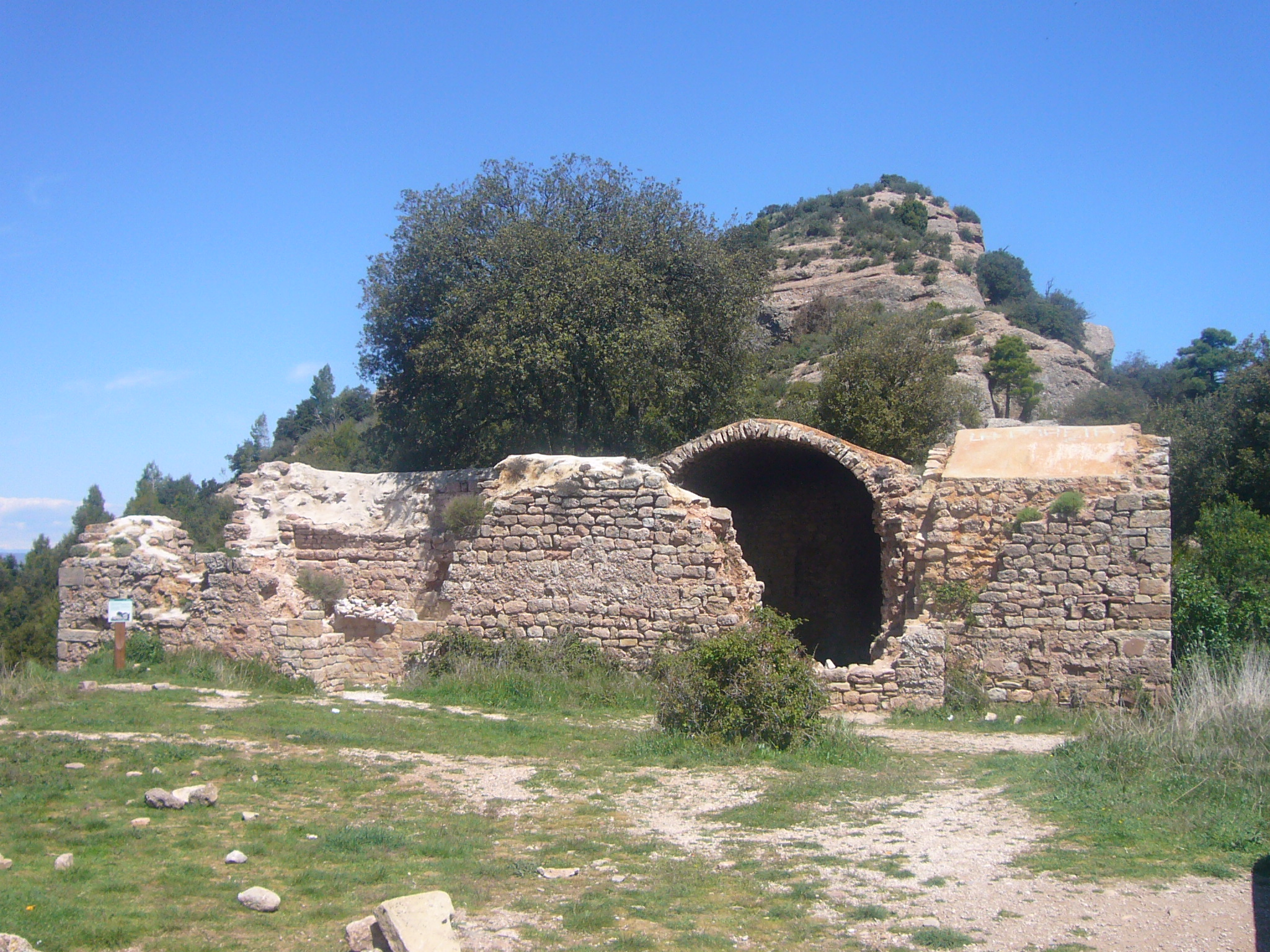
Església de Sant Pau Vell (2012)

L'església de Sant Pau de la Guàrdia s'alçava al costat del castell de la Guàrdia i es creu que podia haver estat la capella del castell al segle x. El temple fou consagrat l'any 1084, i es va renovar als segles xiii i xiv.
Al segle xii, Sant Pau consta com la primera parròquia del terme del Bruc. Fins al segle xv no passà a dependre de la del Bruc (pel despoblament d’aquest sector), fins aleshores sufragània seva (al segle xix recuperà el caràcter de parròquia rural). Les seves ruïnes són conegudes també pel nom de Sant Pau Vell.